# Game On (série télévisée, 1995)
Pour les articles homonymes, voir Game On.
Game On est une série télévisée britannique en 18 épisodes de 30 minutes créée par Andrew Davies et Bernadette Davis, et diffusée entre le 27 février 1995 et le 8 février 1998 sur BBC Two.
En France, elle a été diffusée en 1998 sur Jimmy.

## Synopsis
On y suit le quotidien de trois colocataires trentenaires aux caractères très différents.

## Distribution
- Ben Chaplin (saison 1) puis Neil Stuke (en) : Matthew Norman Malone
- Matthew Cottle (en) : Martin Henson
- Samantha Janus : Amanda « Mandy » Wilkins
- Tracy Keating : Clare Monahan (10 épisodes)
- Crispin Bonham-Carter : Archie Glenister (5 épisodes)
- Mark Powley (en) : Jason (3 épisodes)

## Épisodes

### Première saison (1995)
Note : La liste suivante est dans l'ordre de production.
1. Big Wednesday
2. Working Girls
3. The Great Escape
4. Bad Timing
5. Matthew, A Suitable Case for Treatment
6. Fame

### Deuxième saison (1996)
1. Roundheads & Cavaliers
2. Slime Surfers & Jissom Monkeys
3. Double Hard Bastards & Girly Shirt-lifting Tosspieces
4. Heavy Bondage & Custard Creams
5. Tangerine Candyfloss & Herne Bay Rock
6. Bruce Willis & Robert De Niro Holding a Fish

### Troisième saison (1998)
1. Palms, Pigs and Bad Debts
2. Martin's Baby
3. Marines and Vacuum Cleaner
4. Crabs
5. Laura
6. Wedding Day

## Personnages
- Amanda (« Mandy ») : blonde, intelligente et toujours à l'écoute, elle enchaîne cependant les petits boulots mal payés qu'elle n'arrive pas à conserver. Pas plus que les hommes, enchaînant des aventures sans lendemain avec des individus peu intéressants, voire très peu recommandables, ce qu'elle attribue à son incapacité à refuser de coucher dès le premier soir (sauf si ce sont Matt ou Matthew qui essaient de lui faire des propositions). Sérieuse et honnête, ses deux colocataires Matt et Matthew se confient facilement à elle, même quand ils n'en ont pas vraiment envie (patiente, elle peut rester silencieuse à attendre leurs confidences jusqu'à ce qu'ils cèdent).
- Matthew : brun, sans emploi, frustré par sa misanthropie et son agoraphobie extrême (il ne peut mettre un pied hors de l'appartement sans éprouver une crise d'angoisse incontrôlable - un des gags récurrents de la série), plutôt sportif et fan de hard-rock (il déambule régulièrement dans le couloir avec une guitare électrique dont il fait semblant de jouer). La mort brutale de ses parents lui a permis d'hériter de l'appartement que partage le trio, le loyer que lui versent ses 2 colocataires constitue son unique ressource et lui permet de ne jamais devoir affronter son agoraphobie en sortant à l'extérieur. Pour autant, il a transformé Martin en son souffre-douleur et il tente aussi régulièrement de controler Amanda, mais avec beaucoup moins de succès.
- Martin : roux, potelé, mal dans sa peau, très sensible et timide (particulièrement avec les femmes), il est de son propre aveu, toujours vierge (ce qui constitue un autre des gags récurrents de la série). Cadre en agence, il est très discret et loyal avec ses collègues. Il ne compte que peu d'amis, à part Matt - qui lui fait souvent payer sa frustration de ne pas avoir un emploi ni d'être capable de mettre un pied dehors comme lui - et Mandy - auprès de laquelle il prend régulièrement quelques conseils pour être plus à l'aise avec les femmes.